# Ilima-Lei Macfarlane
Ilima-Lei Macfarlane (Honolulu, Hawái; 2 de abril de 1990) es una artista marcial mixta estadounidense que compite en la categoría de peso mosca de Bellator MMA.

## Primeros años
En su juventud, Macfarlane jugó al baloncesto, pero sus aspiraciones en el deporte se detuvieron debido a una serie de lesiones en la rodilla. Se graduó en el Punahou School en 2009 en Honolulu (Hawái). Aunque obtuvo una beca para practicar la lucha libre en el Menlo College, decidió estudiar Antropología en la Universidad Estatal de San Diego, donde se licenció en 2013. Tras ello, continuó su formación en el centro para estudiar un máster en Estudios Liberales.
Durante el verano anterior al programa de posgrado, decidió perder algo de peso que había ganado en la universidad y se apuntó a un gimnasio de crossfit y al gimnasio de MMA de Liz Carmouche. Creció su afinidad por las artes marciales mixtas y continuó entrenando en la Academia de Combate de San Diego.

## Carrera de artes marciales mixtas

### Xplode Fight Series
Macfarlane comenzó su carrera de MMA amateur en 2014. Luchó cinco veces durante ese año, principalmente con Xplode Fight Series, y quedó invicta como amateur. Su primera pelea profesional fue un combate no sancionado contra Katie Castro para Xplode Fight Series en 2015. Macfarlane ganó por nocaut técnico a los diez segundos del combate. A raíz del desigual asunto, la Comisión Atlética del Estado de California (CSAC) inició una investigación sobre los eventos de MMA no sancionados de la organización. Castro tenía un récord de 0-2 antes de enfrentarse a Macfarlane, y las imágenes del combate se publicaron en Internet con el título "Soccer mom loses to MMA fighter". El vídeo se hizo viral, consiguiendo más de un millón de visitas en YouTube, y fue comentado en algunas cadenas de noticias de televisión.

### Bellator MMA
Tras el combate con Castro, Macfarlane firmó un contrato de tres combates con Bellator MMA y debutó en agosto de 2015 en Bellator 141, donde derrotó a María Ríos por decisión dividida. Posteriormente luchó contra Amber Tackett en Bellator 148 donde Macfarlane ganó por sumisión de armbar en la primera ronda.
El siguiente combate de Macfarlane fue contra Rebecca Ruth en Bellator 157, donde ganó por estrangulamiento de pie en el segundo asalto. Macfarlane lucharía después contra Emily Ducote en Bellator 167, donde salió victoriosa por decisión unánime.
Macfarlane se enfrentó a Jessica Middleton en Bellator 178 y ganó por sumisión de brazo en el primer asalto.

### Campeona mundial de peso mosca de Bellator
Macfarlane y Emily Ducote tuvieron una revancha en Bellator 186 por el Campeonato Mundial Femenino de Peso Mosca inaugural de Bellator. Macfarlane ganó el combate con una variación de armbar en el quinto asalto para ganar su primer campeonato de MMA.
Macfarlane se enfrentó a Alejandra Lara en Bellator 201 para la primera defensa de su título de peso mosca. Macfarlane ganó el combate en el tercer asalto mediante una armadura.
Macfarlane se enfrentó a Valérie Létourneau en Bellator 213, en la ciudad natal de Macfarlane, Honolulu, Hawái. Macfarlane defendió con éxito su título por segunda vez, derrotando a Létourneau por sumisión en el tercer asalto.
En su tercera defensa del título, Macfarlane se enfrentó a Veta Arteaga en Bellator 220 el 27 de abril de 2019, ganó la pelea por TKO debido a una detención del médico en la tercera ronda.
Macfarlane hizo su cuarta defensa del título contra Kate Jackson en Bellator 236 el 21 de diciembre de 2019. Macfarlane salió victoriosa por decisión unánime.
El 10 de febrero de 2020, se anunció que Macfarlane había firmado un contrato de extensión de diez peleas y cinco años con Bellator.
Macfarlane intentó su próxima defensa contra la retadora invicta Juliana Velasquez el 10 de diciembre de 2020 en Bellator 254. Perdió la pelea y su título por decisión unánime.

### Reinado posterior al título
Después de más de un año de descanso debido a la cirugía de rodilla y la rehabilitación, Macfarlane hizo su regreso contra la rusa, nacionalizada estadounidense, Justine Kish el 23 de abril de 2022 en Bellator 279. Perdió el combate por decisión unánime.

## Vida personal
En abril de 2020, Ilima-Lei, su hermana Mahina y otra mujer que prefirió permanecer en el anonimato ante el público presentaron una demanda contra la escuela Punahou por no haber tomado medidas ante los años de presuntos abusos sexuales por parte del entrenador asistente de baloncesto de la escuela, Dwayne Yuen. En la demanda, las tres alegan que Yuen cometió durante años abusos sexuales, acoso, gestos lascivos y que mostró a las jóvenes varias fotos pornográficas.

## Récord en artes marciales mixtas
| Resultado | Récord | Oponente           | Método                               | Evento                          | Fecha                   | Ronda | Tiempo | Localización    |
| --------- | ------ | ------------------ | ------------------------------------ | ------------------------------- | ----------------------- | ----- | ------ | --------------- |
| Derrota   | 13–3   | Liz Carmouche      | TKO (golpe a pierna)                 | Bellator 300                    | 7 de octubre de 2023    | 5     | 0:17   | San Diego       |
| Victoria  | 13–2   | Kana Watanabe      | Decisión (split)                     | Bellator 295                    | 22 de abril de 2023     | 3     | 5:00   | Honolulu        |
| Victoria  | 12–2   | Bruna Ellen        | Decisión (unánime)                   | Bellator 284                    | 12 de agosto de 2022    | 3     | 5:00   | Sioux Falls     |
| Derrota   | 11–2   | Justine Kish       | Decisión (unánime)                   | Bellator 279                    | 23 de abril de 2022     | 3     | 5:00   | Honolulu        |
| Derrota   | 11–1   | Juliana Velasquez  | Decisión (unánime)                   | Bellator 254                    | 10 de diciembre de 2020 | 5     | 5:00   | Uncasville      |
| Victoria  | 11–0   | Kate Jackson       | Decisión (unánime)                   | Bellator 236                    | 21 de diciembre de 2019 | 5     | 5:00   | Honolulu        |
| Victoria  | 10–0   | Veta Arteaga       | TKO (detención médica)               | Bellator 220                    | 27 de abril de 2019     | 3     | 1:50   | San José        |
| Victoria  | 9–0    | Valérie Létourneau | Sumisión (triangle choke)            | Bellator 213                    | 15 de diciembre de 2018 | 3     | 3:19   | Honolulu        |
| Victoria  | 8–0    | Alejandra Lara     | Sumisión (armbar)                    | Bellator 201                    | 29 de junio de 2018     | 3     | 3:55   | Temecula        |
| Victoria  | 7–0    | Emily Ducote       | Sumisión (triangle armbar)           | Bellator 186                    | 3 de noviembre de 2017  | 5     | 3:42   | University Park |
| Victoria  | 6–0    | Jessica Middleton  | Sumisión (armbar)                    | Bellator 178                    | 21 de abril de 2017     | 1     | 2:15   | Uncasville      |
| Victoria  | 5–0    | Emily Ducote       | Decisión (unánime)                   | Bellator 167                    | 3 de diciembre de 2016  | 3     | 5:00   | Thackerville    |
| Victoria  | 4–0    | Rebecca Ruth       | Sumisión (standing rear-naked choke) | Bellator 157                    | 24 de junio de 2016     | 2     | 3:00   | San Luis        |
| Victoria  | 3–0    | Amber Tackett      | Sumisión (armbar)                    | Bellator 148                    | 29 de enero de 2016     | 1     | 2:09   | Fresno          |
| Victoria  | 2–0    | Maria Rios         | Decisión (split)                     | Bellator 141                    | 28 de agosto de 2015    | 3     | 5:00   | Temecula        |
| Victoria  | 1–0    | Katie Castro       | KO (golpes)                          | Xplode Fight Series – Hurricane | 17 de enero de 2015     | 1     | 0:10   | Valley Center   |